# Greenstead Green
 (avril 2023).
Greenstead Green est un village de l'Essex, en Angleterre.